# Launaea crassifolia
Launaea crassifolia là một loài thực vật có hoa trong họ Cúc. Loài này được (Balf.f.) C.Jeffrey mô tả khoa học đầu tiên năm 1966.